# Massey Drive
Massey Drive är en ort i Kanada.   Den ligger i provinsen Newfoundland och Labrador, i den östra delen av landet, 1 400 km öster om huvudstaden Ottawa. Massey Drive ligger 236 meter över havet och antalet invånare är 1 170.
Terrängen runt Massey Drive är kuperad åt nordost, men åt sydväst är den platt.Närmaste större samhälle är Corner Brook, 4,3 km väster om Massey Drive. 
I omgivningarna runt Massey Drive växer i huvudsak blandskog. Trakten runt Massey Drive är nära nog obefolkad, med mindre än två invånare per kvadratkilometer.